# Гази природні
Гази природні — гази, що утворюються в результаті природних процесів. 

## Загальна характеритиска
Розрізняють гази природні: 1) атмосферні; 2) земної поверхні; 3) осадової товщі; 4) метаморфічних порід; 5) вивержених порід. 
Гази природні — це сукупність газових компонентів, які зустрічаються в природі в різних станах: вільному (повітряна атмосфера Землі та інш. планет, газові поклади і течії в пористих та тріщинуватих гірських породах, у вугіллі), розчиненому (в гідросфері, підземних водах і нафтах), сорбованому гірськими породами і твердому вигляді (у вигляді кристалогідратів). 
Гази природні горючі (вуглеводневі) утворюють в літосфері великі скупчення і є об’єктами видобування. Частина інших газів природних у літосфері є незначною. За хімічним складом гази природні — суміш вуглеводнів від СН4 до C5Н12, азоту, вуглекислого газу, сірководню,
кисню, водню, оксиду вуглецю, сірчистого газу, аргону, ксенону, неону, гелію, криптону, пари ртуті, летких жирних кислот та ін. 
Газові компоненти представлені як окремими атомами, так і складними хімічними сполуками. 

## Класифікація
Гази природні класифікуються за умовами знаходження в природі: 
•	гази атмосфери (суміш газів хімічного, біохімічного і радіогенного походження: N2, О2 з домішками СО2, Н2, О3, благородних газів та ін.); 
•	гази поблизу земної поверхні (ґрунтові і підґрунтові, болотні, торфові в основному біохімічного походження: СО2, N2O2, CH4 з домішками CO, NH3, Н2 та ін.); 
•	гази осадових порід (у нафті і вугіллі кам’яному, змішані, г.ч. хімічного походження: СН4, N2, CO2, СН4 з домішками Н2 та ін.); 
•	гази океанів і морів (біохімічного, хімічного і радіогенного походження: CO2, N2 з домішками Н2, O2, NH3 та ін.); 
•	гази метаморфічних порід (хімічного походження: CO2, N2, Н2 з домішками СH4 та ін.); 
•	гази магматичних порід (хімічного походження: CO2, Н2 з домішками N2, H2S, SO2 та ін.); 
•	гази вулканічні (хімічного походження: CO2, Н2, SO2, HCl, HF — з домішками N2, CO, NH3 та ін.); 
•	гази космосу (реліктові, дисиповані із зовнішніх шарів атмосфер зірок або викинуті під час вибухів нових і наднових зірок: Н2, Не, йонізований водень, домішки СО, радикали СН-, ОН- та ін.). 
Розповсюдження і використання
Кількість газів природніх в геосферах Землі збільшується з глибиною планети. Загальна маса газів у осадовому шарі 0,214•1015 т, в ґранітному і базальтовому шарі 7,8•1015 т і у верхній мантії 435•1015 т. 
З газів природніх видобувають гелій, сірку, ртуть, гомологи метану та ін. В США та інших країнах видобувають СО2 (використовується для нагнітання в нафтовий пласт з метою підтримування пластового тиску); з газу родовища Гронінген видобувають у промислових масштабах ртуть. З використанням газів природних виробляється 80% сталі, 85% чавуну, бл. 40% прокату, 20% кольорових металів, 60% цементу, 86% добрив. 
Пов’язані терміни: гази природні горючі.